# Nomada tridentirostris
Nomada tridentirostris är en biart som beskrevs av Dours 1873. Nomada tridentirostris ingår i släktet gökbin, och familjen långtungebin. Inga underarter finns listade i Catalogue of Life.